# Südlicher Zwergwal
Der Südliche Zwergwal (Balaenoptera bonaerensis) ist eine Art der Furchenwale, die in den großen Weltmeeren auf der Südhemisphäre der Erde zwischen 20° und 65°S lebt.

## Merkmale
Der Südliche Zwergwal wird 7,2 bis 10,7 Meter lang, 5,8 bis 9,1 t schwer und ist damit kräftiger und größer als der Nördliche Zwergwal. Weibchen können bis zu einen Meter länger werden als die Männchen. Der Körper ist schlank und stromlinienförmig, die auf dem hinteren Körperdrittel sitzende Finne relativ hoch, sichelförmig und beim Schwimmen nur kurz an der Wasseroberfläche sichtbar. Die Schnauze ist spitz, der Oberkiefer von oben gesehen dreieckig und trägt in der Mitte eine scharfe Rostrumleiste.
Der Rücken ist dunkelgraubraun, fast schwarz erscheinend, die Seiten blaugrau, der Bauch heller. Der Übergang zwischen dunklem Rücken und den Körperseiten ist wellenförmig und verschwommen. Hinter dem Kopf können sich oberhalb der Flipper einige helle Winkel zeigen, die in der Natur aber nur bei guter Sicht zu sehen sind. Die oberseits dunklen Flipper besitzen weiße Vorderkanten.
Die Barten des vorderen rechten Kiefers sind weiß, die übrigen Barten sind dunkel. Damit sind die Barten des Südlichen Zwergwals im Unterschied zu denen anderer Bartenwalen asymmetrisch gefärbt.

## Verbreitung
Der Südliche Zwergwal lebt auf der Südhalbkugel der Erde, vor allem zwischen 20° und 65°S. Die größten Bestände finden sich im Südatlantik und im südlichen Indischen Ozean, weniger häufig ist die Art im Südpazifik. Die Tiere wandern zwischen äquatornahen Regionen, wo sie sich vor allem in flachen Küstengewässern aufhalten und der Antarktis. Wahrscheinlich trennen sich die Geschlechter dabei zeitweise. Die Fortpflanzung findet im Winter zwischen 10° und 30°S statt. Im Sommer ziehen die Wale in die Futtergründe der Antarktis. Während einige Individuen sich dabei nur bis zum 42°S bewegen, wandern andere bis in das Rossmeer (72°S).

## Lebensweise
Der Südliche Zwergwal lebt einzeln oder in lockeren Gruppen, die manchmal hunderte von Tieren umfassen können. Er ernährt sich von pelagischen Krebstieren und von kleinen Schwarmfischen, in der Antarktis vor allem von Krill. Die lange Paarungszeit der Südlichen Zwergwale liegt im Südwinter und reicht von Juni bis Dezember (Kernzeit August bis September). Das Walkalb wird nach einer Tragzeit von etwa 14 Monaten mit einer Länge von 2,4 bis 2,8 Meter vom späten Mai bis August vor allem in wärmeren Gewässern geboren.

## Oberflächenverhalten
Beim Auftauchen der Südlichen Zwergwale erscheint zunächst der Kopf in einem niedrigen Winkel, dann der Blas. Die Finne wird erst nach dem Verschwinden des Blas sichtbar. Das Abtauchen geschieht mit einer hohen Rollbewegung. Vor dem tiefen Tauchen stellt sich der Südliche Zwergwal fast senkrecht und zeigt dabei Schwanzstiel und Finne, aber keinen Flukenschlag. Er kann mindestens 15 Minuten tauchen. Der Blas steigt senkrecht empor, ist säulenförmig, mittelhoch (2–3 Meter) und schwach aber gut sichtbar. Ein Wal bläst etwa 5 bis 8 Mal in Abständen von weniger als einer Minute. Gegenüber kleinen Booten ist der Südliche Zwergwal neugierig.

## Bio-Duck
Der Südliche Zwergwal ist für das Bio-Duck-Geräusch verantwortlich, welches vorwiegend im südlichen Winter vorkommt. Dieses Geräusch wurde zum ersten Mal in den 1960er Jahren mit Hilfe eines Sonars der Oberon-Klasse entdeckt und bio-duck genannt, da es an eine schnatternde Ente erinnerte. Die Quelle des Geräuschs blieb bis zum Jahr 2014 unbekannt.

## Systematik
Der Südliche Zwergwal wurde bereits 1867 durch den deutschen Naturwissenschaftler Hermann Burmeister beschrieben. In den meisten Veröffentlichungen vor 1990 ging man jedoch von einer einzigen, weltweit lebenden Zwergwalart aus (Balaenoptera acutorostrata) und die südliche Population wurde als konspezifisch mit der nördlichen angesehen. Seit 2000 registrierte das Scientific Committee der International Whaling Commission (IWC) den Südlichen Zwergwal als eigenständige Art, die vom Nördlichen Zwergwal (Balaenoptera acutorostrata) und dessen die Südhalbkugel bewohnende noch kleinerer Zwergpopulation getrennt ist. Beide Zwergwalarten bilden wahrscheinlich die Schwestergruppe zu den übrigen Balaenoptera-Arten.

## Gefährdung
Die Gesamtpopulation des Südlichen Zwergwals geht in die Hunderttausende. Die IUCN führt die Art in der Kategorie Near Threatened (potenziell gefährdet). Der Bestand in den Jahren 1986–1991 wird von der IWC auf 720.000 Tiere geschätzt, von 1993 bis 2002 auf 515.000 Tiere, allerdings überlappen sich die Konfidenzintervalle der Schätzungen. Die IWC konnte keine eindeutigen Gründe für den Rückgang der Population finden. Es gibt Hinweise, dass die Population vor dem Beginn des Walfangs größer war als die der letzten Jahre, aber auch Hinweise auf eine gleichbleibende oder größere Population.